# Botryonopa concinna
Botryonopa concinna là một loài bọ cánh cứng trong họ Chrysomelidae. Loài này được Gestro miêu tả khoa học năm 1901.